# Bobok
Bobok (en alfabeto ruso: Бобок, "frijolito" o, en el contexto de la obra, una palabra sin sentido) es un cuento fantástico del escritor ruso Fiódor Dostoyevski en el que el literato Iván Ivanovich cuenta sobre un diálogo que escuchó entre los muertos de un cementerio, quienes aun estando ya varios metros bajo tierra se dedican a recordar los placeres sensuales de la vida y siguen voluntariamente sujetos a los roles que cumplían en sociedad.

## Sinopsis
Esta sátira social comienza con una pequeña aclaración a manera de prólogo en la que el autor explica que contará los recuerdos de alguien. En cuento expuesto a continuación bajo el subtítulo Memorias de alguien (en ruso, "Zapiski odnogo lica") está relatado en primera persona por Iván Ivanovich, narrador protagonista que, en principio, presenta ideas aparentemente inconexas y confusas en las que se trata el tema de la locura, el estilo literario, el realismo y la idiotez humana. Todos estos datos constituyen indicios para el lector, que a partir de ellos puede especular sobre la vida de Iván Ivanovich, quien se nos presenta como un hombre entregado a la bebida, pero sobre el que no se puede conocer su lucidez en el momento en el que ocurrió lo que relata dada la ambigüedad con la que el dato de su alcoholismo es presentado.
A continuación, el narrador cuenta que ante el cambio que está sufriendo, salió para distraerse y se cruzó con el entierro. Como su presencia no era deseada por la familia del difunto, decidió no asistir al réquiem. Se quedó en el cementerio, entregado a sus pensamientos, hasta que sus meditaciones fueron interrumpidas por voces ahogadas que provenían de las tumbas por las que se hallaba rodeado. A partir de entonces, el narrador se dedica a exponer y comentar el diálogo que mantuvieron los muertos hasta el momento en que su estornudo los alertó de que un vivo los escuchaba y decidieron callarse, dejando a quien asistió a la revelación de la puerilidad de la muerte completamente aturdido y desconsolado, obsesionado por descubrir más sobre esa vida de la conciencia después de la muerte y sobre bobok, la palabra que repiten aquellos difuntos que, al borde de la descomposición, caen en un estado de aletargamiento y se aproximan al fin de todo lo conocido hasta entonces.

### El diálogo de los muertos
La conversación entre los muertos resulta fluida, y se destaca por la variedad de voces, muchas veces anónimas, que intervienen para expresar comentarios o murmurar incoherencias. En principio la charla es sostenida por tres personajes (el orgulloso General-Mayor Vassili Vassilievich Pervoyedof, el servicial funcionario Lebeziatnikof y Afdocia Ignaciefna) quienes junto a otros muertos acaban discutiendo sobre la igualdad que implica la muerte y sobre ese nuevo orden al que están sujetos. Con el despertar de los muertos nuevos, aquellos que han sido enterrados hace poco, la charla se reanima y se suman nuevos personajes, entre ellos Tarasevitch, un consejero de estado, autoritario, desdeñoso y libertino, Pedro Petrovitch Klinievitch, un barón juerguista y sensual, y Katicha Berestof, una señorita entusiasta. A estos personajes se les explica que el error de los vivos es creer que la muerte es definitiva cuando en realidad por el espacio de unos tres a seis meses hay un plazo en que la conciencia sigue viva, al cabo del cual se encuentra "bobok":  el fin, la palabra repetida por aquellos que están a punto de desaparecer. Al saber esto, las nuevas voces proponen un cambio en la situación: dado que tienen un tiempo extra, es preciso divertirse. Puesto que, afirma Klinievitch, la vida y la mentira son sinónimos, ya muertos, es preciso decir únicamente la verdad para poder reírse. Propone desnudarse y exponer la verdad más desvergonzada, puesto que ya no tienen nada que perder. La proposición es aceptada con algarabía por los otros muertos, y principalmente por las mujeres, pues quieren despojarse del pudor; el único que se opone es el general Pervoyedof, que quiere hacer valer su anterior título para imponer orden. Pero Pedro Petrovitch se encarga de recordarle que bajo tierra los títulos no valen nada, con lo cual la bulla se incrementa exponencialmente hasta el momento del estornudo.
Todo esto deja a Iván Ivanovich escandalizado e intrigado, con la certeza de que hay entre los muertos un secreto que pretenden ocultar a los mortales, y con la firme resolución de seguir intentando escuchar a los muertos para descubrir ese secreto y conocer sus historias.

## Análisis
Mijaíl Bajtín afirmó que Bobok es una sátira menipea en la que en el diálogo entre muertos se pueden encontrar la mayoría de los temas principales en la obra de Dostoyevski, tales como la relatividad de la cordura y la demencia, la corrupción de la vida alejada de la virtud producto de la fe, y la sensualidad que se infiltra en las últimas regiones de la conciencia. Por otra parte, también se ha señalado en el cuento una parodia del espiritismo: el diálogo que Iván Ivanovich escucha no es trascendental o revelador; al contrario, la conversación es trivial y rayana a la estupidez, y una figura importante, el filósofo Platón Nicoleivitch, sólo despierta, a decir de otros muertos, para murmurar palabras incoherentes.
En esta historia hiperbólica donde lo real se confunde con lo irracional, se produce una mezcla entre la fantasía y la moralidad a partir de la cual la discusión de los muertos da lugar a un planteamiento sobre la virtud y la corrupción. Así, a los muertos se les concede un plazo corto de "vida" tras la muerte para que tengan ocasión de reflexionar sobre su conducta y "reaccionar" antes del fin incierto planteado por "bobok" (como señala Lebeziatnikof luego de explicar a los nuevos muertos lo dicho por Platón Nicolevitch), pero los muertos prefieren mantener conversaciones mundanas e inútiles. Esto incrementa el hedor del ambiente, al cual los muertos pueden percibir porque proviene de sus almas, y no de los cuerpos. De esta manera, el libertino Klinievitch es el que más hiede, y es el que se encarga de estimular la desvergüenza en los demás, que se apresuran a seguirlo y a olvidarse del fin próximo. El narrador queda estupefacto ante el "libertinaje de las supremas esperanzas" y la falta de conciencia de esa gente que desperdicia una segunda oportunidad para hablar de cosas mundanas. La muerte es, en última instancia, un eco de la vida, en Bobok se aprecia una advertencia sobre la necesidad de respetar el orden moral, no a causa de un superficial título (como ocurre con el general Pervoyedof), sino para evitar la decadencia, el "hedor del alma". En Bobok puede leerse, aunque no directamente, la necesidad de la virtud como aquello que es capaz de evitar la perdición del hombre redimiendo a la sociedad corrupta, y la importancia de hacer un buen uso consciente del tiempo del que se dispone en vida.